# Артиллерийская игра
Артиллерия (англ. Artillery, также известен как артиллерийская игра) — жанр компьютерных игр, основанный на тактических сражениях, главной составляющей которых является расчёт траектории полета снаряда, зависящей от силы, ветра и других факторов.

## Характеристика
В артиллерийских играх игровой процесс основан на стрельбе из огнестрельного оружия (преимущественно артиллерийских орудий). Целью игры является точное попадание по целям, путём построения траектории полета снаряда, которое производится изменением таких параметров, как сила выстрела и угол орудия. Цели обычно находятся на расстоянии и могут быть закрыты различными препятствиями. В связи с этим стрельба обычно производится по параболической траектории. Во многих играх жанра необходимо учитывать ветер, а также характеристики вооружения и защиты.
Некоторые игры комбинируют игровой процесс артиллерийской игры с элементами, характерными для платформера, такими как прыжки и перелезание через препятствия. Примером таких игр является серия Worms компании Team 17.

## История
Родоначальниками жанра были текстовые игры, которые моделировали артиллерию, исходя из введённых данных. Игра, написанная на языке программирования BASIC и известная как Artillery, была создана Майком Форманом и была опубликована в журнале Creative Computing в 1976 году. Эта игра была воссоздана и дополнена М. Е. Лайаном и Брайеном Вестом в 1977 и стала известна под названием War 3. War 3, в свою очередь, была переделана и под именем Artillery 3 появилась в 1979 году.

### Появление графических игр
Ранняя версия артиллерийской игры появилась на платформе Apple II в 1980 году. Написанный на Applesoft BASIC, этот вариант также назывался Artillery и основывался на артиллерийских играх, опубликованных в журнале Creative Computing, но позволял игрокам видеть простое графическое представление танков, поля боя и ландшафта. Версия для Apple II добавила в расчётную формулу скорость ветра. Линии на экране позволяли игрокам видеть траектории снарядов, запущенных ранее. Похожие игры были созданы для домашних компьютеров, таких как Commodore PET.
Вариант Artillery для консолей появился вскоре после появления первой графической версии. Игра для двух игроков под названием Smithereens! была выпущена в 1982 для Magnavox Odyssey². В этой игре присутствовало две катапульты, которые стояли по разные стороны защитной стены и метали камни друг в друга. В отличие от большинства игр в жанре, эта игра не была пошаговой. Первой артиллерийской игрой, получившей большую популярность была Artillery Duel, выпущенная в 1983 для консолей Atari 2600 и ColecoVision, а также для домашних компьютеров Commodore 64 и VIC-20. В игре были более продуманный фон и ландшафт, а также производился простой подсчёт скорости ветра и присутствовало различное вооружение.

### Появление игр на PC
С увеличением популярности IBM PC, игры жанра стали появляться и на этой платформе. Одной из первых артиллерийских игр на PC стала Artillery Combat, созданная и выпущенная Рэдом Делародери в 1988 году. Игра представляла собой простую дуэль двух танков на случайно генерируемом ландшафте.
В 1990 году Кеннет Морс создал и выпустил под MS-DOS игру Tank Wars. В игре появились многие новшества, такие как покупка на заработанные очки различного вооружения и защиты, а также возможность играть против большого количества игроков или соперников под управлением искусственного интеллекта с разными стратегиями поведения.
В 1991 году фирма Microsoft выпустила несколько игр, в том числе и Gorillas, где две гориллы кидались друг в друга бананами на крышах ночного города, учитывалось направление и сила ветра, устанавливалось ускорение свободного падения. Необычным было то, что игры распространялись вместе с новейшей версией ОС MS-DOS 5.0 в исходных кодах на языке BASIC, так как были учебными примерами из состава новой среды программирования QBasic для демонстрации её возможностей. Такой нестандатный ход открыл путь в программирование многим людям.
В 1991 году вышла первая версия игры Scorched Earth, созданная Уэнделлом Хайкеном. Scorched Earth была популярной shareware игрой для MS-DOS, в которой танки сражались в пошаговой битве на двухмерном ландшафте. Эта игра принесла в жанр возможность передвижения, а также использование различных бонусов и дополнительного снаряжения, какого как щит или парашют. В игре был настраиваемый интерфейс, управляемый мышью.

### Дальнейшее развитие жанра
В 1995 году Team17 Software выпустила первую версию игры Worms для Amiga, положившую начало успешной одноимённой серии. В Worms игроки управляют небольшим подразделением червей на деформируемом ландшафте и сражаются с червями, которыми управляют другие игроки или компьютер. Игры этой серии содержат яркую и смешную мультипликационную анимацию.
Первой трехмерной игрой в жанре стала Hogs of War, выпущенная Infogrames в 2000 году. Как и Worms, игра была сделана в комическом стиле. Персонажами игры были свиньи, а антураж был выдержан в стилистике Первой мировой войны. В отличие от предыдущих игр в жанре, ландшафт в Hogs of War был неразрушаем. Другим новшеством стало разделение персонажей на классы.
В 2001 году Гевин Кэмп создал трехмерную артиллерийскую игру Scorched3D, основанную на классической Scorched Earth. Scorched3D обладает возможностью многопользовательской игры по Интернету и локальной сети.
В серии Worms тоже вышло несколько трехмерных игр. В 2003 году вышла Worms 3D, за которой последовали Worms Forts: Under Siege и Worms 4. В этих играх ландшафт был полностью разрушаем, как и в двухмерных предшественниках. Серия вернулась к двухмерному игровому процессу в игре Worms: Open Warfare 2006 года.
Игровой процесс выпущенной в 2009 году финской компанией Rovio Entertainment игры Angry Birds заключается в разрушении различных конструкций, характерным для артиллерийских игр способом — нахождением правильного соотношения силы выстрела и угла наклона орудия. При этом в ней отсутствует такой распространенный в большинстве игр жанра элемент геймплея, как ответный огонь противника.